# Jopie Fourie

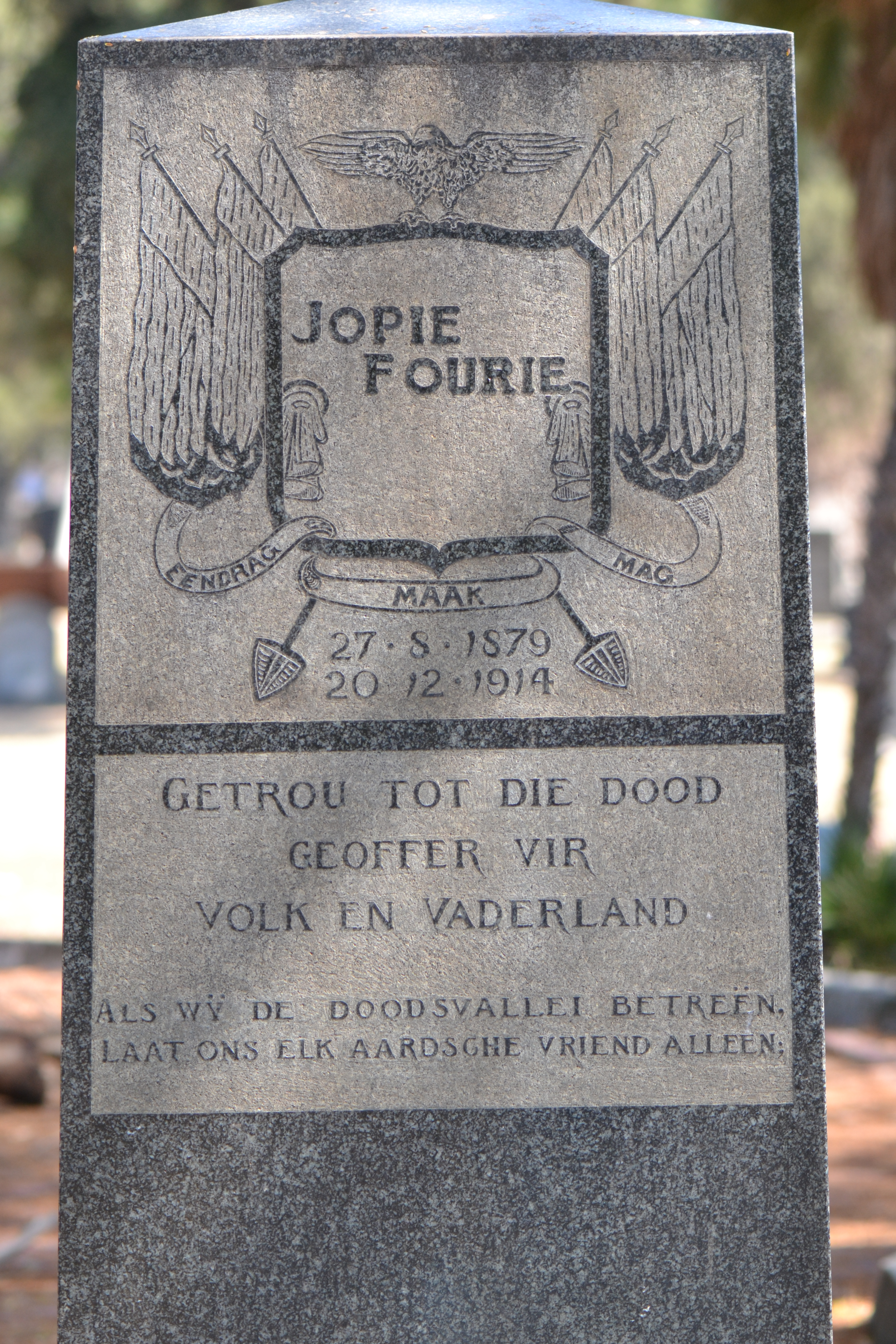
Graf van Jopie Fourie in de Heldenakker

Josef Johannes "Jopie" Fourie (27 augustus 1879 - 20 december 1914) was een Zuid-Afrikaans verkenner en koerier tijdens de Tweede Boerenoorlog en deelnemer aan de Maritz-rebellie van 1914, waarbij hij werd geëxecuteerd.

## Levensloop
Fourie maakte in 1896 op 17-jarige leeftijd als soldaat de Jameson Raid mee waarbij de troepen van Leander Starr Jameson verslagen werden. Tijdens de Tweede Boerenoorlog raakte hij gewond ten noorden van Pretoria en werd hij gevangengenomen door de Engelsen.
Na de oorlog keerde Fourie terug naar het leger, en weigerde net als vele andere Afrikaners Duits-Zuidwest-Afrika binnen te vallen als onderdeel van de Eerste Wereldoorlog. Hij nam actief deel aan de daaropvolgende Maritz-rebellie en werd door overheidstroepen gearresteerd nabij Rustenburg. Fourie werd veroordeeld tot de doodstraf, waarna hij op 20 december 1914 werd gefusilleerd.
Hij ligt begraven in de Heldenakker in Pretoria.